# Stylidium humphreysii
Stylidium humphreysii är en tvåhjärtbladig växtart som beskrevs av Carlq. Stylidium humphreysii ingår i släktet Stylidium och familjen Stylidiaceae. Inga underarter finns listade i Catalogue of Life.